# دورداش
شركة دورداش (بالإنجليزية: DoorDash)‏ هي خدمة توصيل طعام أمريكية. تم إطلاقها في بالو ألتو ، كاليفورنيا في عام 2013. اعتبارًا من يناير 2020 ، كان لديها أكبر حصة في سوق توصيل الطعام في الولايات المتحدة. عقدت الشركة طرحها العام الأولي في 9 ديسمبر 2020.

## التاريخ
تم تأسيس دورداش على يد طلاب جامعة ستانفورد توني شو وستانلي تانغ وآندي فانغ وإيفان مور. غادر مور وأصبح الآن شريكًا في شركة Khosla Ventures .

### التمويل
جمعت دورداش أكثر من 2.5 مليار دولار  على مدار عدة جولات تمويل من مستثمرين بما في ذلك Y Combinator وCharles River Ventures و SV Angel و Khosla Ventures وSequoia Capital وسوفت بنك و GIC  و Kleiner Perkins . اعتبارًا من يونيو 2020 ، كان تقييم دورداش لما بعد التمويل أقل بقليل من 16 مليار دولار. في أكتوبر 2017 ، غادر المدير المالي مايك دينسديل دورداش بعد أقل من عام من بدء العمل في الشركة.

### عمليات الاستحواذ
- Caviar - في 1 أغسطس 2019 ، أعلنت دورداش عن استحواذها على Caviar ، [10] وهي خدمة متخصصة في توصيل الطعام من مطاعم المناطق الحضرية الراقية التي لا تقدم عادةً خدمة التوصيل ، من شركة سكوير. كان سعر الشراء 410 مليون دولار.[11]
- Scotty Labs - أعلنت الشركة في وقت لاحق في أغسطس 2019 أنها استحوذت على شركة Scotty Labs ، وهي شركة بدء تشغيل عن بعد تركز على تكنولوجيا المركبات ذاتية القيادة والتحكم عن بعد. لم يتم الكشف عن التفاصيل المالية لعملية الاستحواذ.[12][13]
- Chowbotics - في 8 فبراير 2021 ، أعلنت دورداش عن استحواذها على Chowbotics ، وهي شركة روبوتات تشتهر بإنسان آلي لصنع السلطة.[14][15]

## وصلات خارجية
- الموقع الرسمي